# Lepthyphantes manengoubensis
Lepthyphantes manengoubensis là một loài nhện trong họ Linyphiidae.
Loài này thuộc chi Lepthyphantes. Lepthyphantes manengoubensis được Robert Bosmans miêu tả năm 1986.